# Wsiewołod Wotincew
Wsiewołod Dmitrijewicz Wotincew (ros. Всеволод Дмитриевич Вотинцев; ur. 24 listopada 1892 w mieście Wiernyj, zm. 19 stycznia 1919 w Taszkencie) – rosyjski rewolucjonista, działacz komunistyczny.

## Życiorys
W 1911 ukończył korpus kadetów w Taszkencie i został członkiem SDPRR, później do 1917 studiował w Piotrogrodzkim Instytucie Politechnicznym, w 1917 był członkiem Piotrogrodzkiego Komitetu Wojskowo-Rewolucyjnego. W lutym–marcu 1918 był przewodniczącym Taszkenckiego Wojskowego Trybunału Rewolucyjnego, w kwietniu 1918 przewodniczącym Turkiestańskiego Centralnego Biura Związków Zawodowych, od czerwca 1918 członkiem KC Komunistycznej Partii (bolszewików) Turkiestanu, od sierpnia do października 1918 przewodniczącym Rady Taszkenckiej i jednocześnie redaktorem "Naszej Gazety" w Taszkencie, a od października 1918 przewodniczącym Centralnego Komitetu Wykonawczego (CIK) Turkiestańskiej ASRR. Został zabity podczas antykomunistycznego powstania w Taszkencie.